# AKB48集團臨時總會～黑白分明！～
AKB48團臨時總會～黑白分明！～（日語：AKB48 グループ臨時総会～白黒つけようじゃないか！～）是AKB48及其姊妹團體於2013年4月25日 - 28日在日本武道館舉辦的演唱會。

## SKE48
- 出演日期：2013年4月25日
- 時間：17：00 观众进入会場，18：00 正式開演
- 在日本武道館舉行「AKB48團臨時總會～黑白分明！～」的SKE48單獨公演上，連續不間斷的表演了31首曲目，創造了姐妹組合的歷史，同時也是SKE48組閣重組後首次有以新Team S,新Team KII,新Team E 出現的表演[1]。

### 曲目
- 幕前播报　木本花音

1. overture（SKE48.ver）
2. 夥伴之歌（仲間の歌） - 全員
3. SKE48 - 全員
4. 萬歲Venus（バンザイVenus） - 全員
5. 翡翠色的沙灘裙（パレオはエメラルド） - 全員
6. 堅強之勇者（強き者よ） - 大矢、加藤、菅、須田、中西、井口、佐藤、佐藤、松本、矢方、山田、磯原、内山、木本、斉藤、二村
7. 藍天下的單相思（青空片想い） - 木﨑、木下、松井珠、松井玲、石田、高柳、向田
8. 抱歉、SUMMER（ごめんね、SUMMER） - 松井珠、松井玲、石田、木崎、木下、高柳、向田
9. 帶我去溫布頓（ウインブルドンへ連れて行って） - 古畑、江籠、新土居
10. 用眼神告別（眼差しサヨナラ） - 古川、北原
11. Darkness - 木﨑、木下、松井珠、石田、斉藤、竹内、都築
12. 雨珠鋼琴師（雨のピアニスト） - 松井玲、大矢、須田
13. 芬蘭奇蹟（フィンランド・ミラクル） - 向田、金子、磯原
14. 狼與自尊（狼とプライド） - 木崎、木本
15. 不只是回憶（思い出以上） - 松井珠、梅本、菅
16. 十字架（クロス） - 高柳、矢方、山下
17. 撒謊的鴕鳥（嘘つきなダチョウ） - 石田、佐藤聖、中西
18. 蜜蜂女孩（みつばちガール） - 新Team E
19. 孤獨的芭蕾舞娘（孤独なバレリーナ） - 新Team KⅡ
20. Innocence - 新Team S
21. 無法化作訴說戀情的詩人…（恋を語る詩人になれなくて） - 新Team S
22. 制服之芽（制服の芽） - 新Team S
23. 徵兆 - 新Team KⅡ
24. Winning Ball（ウイニングボール） - 新Team KⅡ
25. 呀喝E！（ワッショイE！） - 新Team E
26. 引體後空翻（逆上がり） - 新Team E
27. 情歌般的下課鈴（チャイムはLOVE SONG） - 磯原、斉藤、佐藤聖、出口・加藤智、加藤る、佐藤実、藤本、小林、犬塚、荻野、日置、阿比留、山田み、6期生
28. 單戀Finally（片想いFinally） - 大矢、木﨑、木下、須田、松井珠、松井玲、石田、高柳、古川、松本、向田、内山、金子、木本、岩永、江籠
29. 即使接吻也是左撇子（キスだって左利き） - 北原、鬼頭、菅、中西、後藤、矢方、山田、柴田、高木、竹内、都築、古畑、山下、新土居、二村、松村
30. I love you 我愛你!（アイシテラブル!）
31. 巧克力的奴隸（チョコの奴隷） - 全員
32. 1!2!3!4! 請多關照!（1!2!3!4!ヨロシク） - 全員
33. Okey Dokey（オキドキ） - 全員
34. 今天之前的事、今後的事（今日までのこと これからのこと） - 全員

安可曲
1. 初戀的平交道（初恋の踏切）
2. 小木偶軍團（ピノキオ軍） - 全員
3. 掌心語（掌が語ること） - 全員
4. 手牽手（手をつなぎながら） - 全員

## NMB48
- 出演日期：2013年4月26日
- 時間：17：00 观众进入会場，18：00 正式開演
- 在NMB48的这场演唱会中，宣布了组合将发行第7张单曲的消息，并现场披露了新单曲的B面曲《如觸不到卻碰得到》。同时，也为即将毕业的福本爱菜举办了毕业仪式[2]。

### 曲目
- 幕前播报 渡辺美優紀

1. overture（NMB48.ver）
2. 為什麼、偶像（なんでやねん・アイドル） - 全員
3. NMB48  - 全員
4. 青春的單圈時間（青春のラップタイム） - 全員
5. Waruki（わるきー） - 渡辺美優紀
6. 讀了太宰治嗎? - 山本彩、山田、横山
7. 每當場所GO!（場当たりGO!） - 東、川上礼、小柳、島田、三田、村瀬、山岸、山本瞳、石塚、井尻、植田、加藤、上枝、日下、黒川、河野、小林、室、薮下、山内、石田、鵜野、古賀、中川、林、西澤
8. 久等了，新學期（待ってました、新学期） - 門脇、近藤、上西、白間、山口、吉田、渡辺、赤澤
9. 結晶 - 小笠原、岸野、木下春、小谷、福本、山田、山本彩、沖田、高野、谷川、村上、西村
10. 冬將軍的遺憾（冬将軍のリグレット） - 村瀬、矢倉、山岸、山本瞳、與儀、加藤、久代、薮下
11. 稍微彎腰（ちょっと猫背） - 木下春、川上礼、小柳、村上、石塚、井尻、植田、梅原、上枝、日下、黒川、河野、小林、石田、鵜野、古賀、高山、中川、西澤、三浦、松村、山尾
12. 星空的商隊（星空のキャラバン） - 小笠原、門脇、山本彩、横山、吉田、東、沖田、木下百、高野、赤澤、山内、林
13. 鼻涕蟲的心（なめくじハート） - 近藤、白間、渡辺、矢倉、與儀、太田、久代、薮下、西村
14. 攀爬架（ジャングルジム） - 山本彩
15. 杏仁羊角麵包計劃（アーモンドクロワッサン計画）- Team BII
16. Lily - Team N＋古賀
17. With my soul - Team M
18. 三日月的背影（三日月の背中） - Team M
19. 妄想女朋友（妄想ガールフレンド）- Team N
20. In-goal（インゴール） - Team BII
21. HA! - 小笠原、小谷、近藤、上西、白間、福本、山田、山本彩、横山、吉田、渡辺、島田、谷川、矢倉、加藤、薮下
22. 尖端頂點之上!（てっぺんとったんで！） - 上曲16人＋門脇、岸野、木下春、山口、沖田、高野、三田、村上、村瀬、山岸、與儀、赤澤、上枝、久代、黒川、室
23. 絕滅黑髮少女（絶滅黒髪少女）
24. 海岸邊最可愛的女孩！（ナギイチ） - 小笠原、門脇、小谷、近藤、上西、白間、福本、山田、山本彩、横山、吉田、渡辺、谷川、村上、矢倉、加藤
25. 純情U-19 - 門脇、近藤、白間、福本、山口、山本彩、吉田、島田、高野、谷川、三田、加藤、久代、黒川、室、薮下、小笠原、岸野、木下春、小谷、上西、山田、横山、渡辺、沖田、村上、村瀬、矢倉、山岸、與儀、赤澤、上枝
26. Virginity（ヴァージニティー） - 門脇、近藤、白間、福本、山口、山本彩、吉田、島田、高野、谷川、三田、加藤、久代、黒川、室、薮下、小笠原、岸野、木下春、小谷、上西、山田、横山、渡辺、沖田、村上、村瀬、矢倉、山岸、與儀、赤澤、上枝
27. 北川謙二 - 全員
28. 12月31日 - 全員

安可曲
1. 如觸不到卻碰得到（届かなそうで届くもの） - 小笠原、木下春、小谷、近藤、上西、白間、山田、山本彩、横山、吉田、渡辺、木下百、矢倉、太田、久代、薮下
2. 掌心語 - 全員
3. 我在等待（僕は待ってる） - 全員
4. Oh My God!（オーマイガー!） - 全員

## HKT48
- 出演日期：2013年4月27日
- 時間：11：00 观众进入会場，12：00 正式開演
- 本次HKT48的演唱会是组合第一次的单独演唱会，由于原创歌曲较少，表演中连续翻唱了姐妹组合及AKB48的官方对手乃木坂46的歌曲[3]。

### 曲目
- 幕前播报：指原莉乃

1. overture（HKT48.ver）
2. 因为喜欢你（博多方言 ver.）（君のことが好きやけん）
3. 求求你华伦亭（お願いヴァレンティヌ）
4. HKT48 - 全员
5. 沙滩的樱桃（渚のCHERRY） - 指原、谷、岡田、山田
6. 隔壁的香蕉（となりのバナナ） - 田島、朝長
7. 逆转的王子殿下（逆転王子様） - 多田、若田部、植木
8. 狼与自尊（狼とプライド） - 宮脇、本村
9. 遗憾少女（残念少女） - 兒玉、熊沢、田中
10. 燃烧路线（炎上路線） - 村重、中西
11. Blue rose - 穴井、松岡、森保、下野
12. 制服的班比（制服のバンビ） - 指原、兒玉、宮脇
13. 任性的收藏品（わがままコレクション） - 朝長、村重、本村、秋吉、山田、渕上
14. 现在是第一（今がイチバン）
15. 单相思的唐扬（片思いの唐揚げ）
16. 说说漂亮话不也很好吗？（キレイゴトでもいいじゃないか？）
17. 舞动的柜子（タンスのゲン） - 田島、朝長、安陪、今田、梅本、岡田、岡本、駒田、谷、深川
18. 摇滚吧、人生就是…（ロックだよ、人生は...） - Team H＋渕上
19. 10年樱（10年桜） - Team H＋渕上
20. 真假摇滚（マジスカロックンロール） - Team H＋渕上
21. RIVER - 16名研究生
22. 梅乐斯之路（メロスの道） - 16名研究生
23. 洄游鱼的容积（回遊魚のキャパシティ） - Team H＋渕上
24. Maybe是借口（言い訳Maybe） - 全员
25. AKB48组合・乃木坂46歌曲串烧
BINGO!- 全员
我的太陽（僕の太陽）- 全员
1!2!3!4! 请多关照!- 全员
Okey Dokey - 全员
绝灭黑发少女
制服真礙事（制服が邪魔をする）
制服模特兒（制服のマネキン）
Oh My God!
来吧香波（おいでシャンプー）
Oh My God!
I love you 我爱你! - 全员
万岁Venus - 全员
翡翠色的沙滩裙
青春的单圈时间
馬尾與髮圈（ポニーテールとシュシュ） - 全员
北川谦二 - 全员
26. 初恋蝴蝶（初恋バタフライ） - 全员

安可曲
1. 大声钻石（大声ダイヤモンド） - Team H＋田島
2. 掌心語 - 全员
3. 机尾云（ひこうき雲） - 全员
4. 喜欢！喜欢！小跳步！（スキ！スキ！スキップ！） - 全员

## AKB48
- 出演日期：2013年4月27日
- 時間：16：30 观众进入会場，17：30 正式開演
- 与之前很长一段时间中以AKB48名义举行的演唱会不同，此次演唱会是组合自“AKB48 重温时间 最佳曲目100”后久违的单独公演[註 1]。同时在这场演唱会中，也为即将毕业的河西智美举办了毕业仪式[4]。

### 曲目
- 幕前播报：高橋南

1. overture
2. AKB参上! - 正规成员63人
3. AKB盛典（AKBフェスティバル）- 正规成员
4. AKB48 - 研究生
5. Pioneer - 篠田Team A
6. 化作滚石吧（転がる石になれ）- 大島Team K
7. Team B推（チームB推し）（22人版本） - 梅田Team B
8. Everyday、髮箍（Everyday､カチューシャ） - 全员
9. 馬尾與髮圈 - 全员
10. 来一块糖果（キャンディー） - 河西、梅田彩、小林香
11. 塑胶的双唇（プラスティックの唇） - 篠田
12. 口对口的巧克力（口移しのチョコレート） - 柏木、渡辺美、横山
13. 零和太阳（ゼロサム太陽） - 大島Team K
14. Beginner - 大島Team K
15. 爱的加速器（愛しさのアクセル） - 高桥南
16. 睡衣兜风（パジャマドライブ） - 渡辺麻、西野、小嶋真
17. 怎么会在那里踩到狗屎？（そこで犬のうんち踏んじゃうかね？） - 梅田Team B
18. 因为喜欢你（君のことが好きだから） - 梅田Team B
19. 我们的Reason（私たちのReason） - 研究生
20. 泪中带笑（泣きながら微笑んで） - 大島優
21. 傲娇女生（ツンデレ！） - 板野、島崎、加藤
22. 心型病毒（ハート型ウイルス） - 小嶋陽、松井珠、北原
23. Only today - 篠田Team A
24. Maybe是借口 - 篠田Team A
25. 初日 - 梅田Team B
26. 夕阳玛丽（夕陽マリー） - 大島Team K
27. Ruby - 篠田Team A
28. 永遠的壓力（永遠プレッシャー） - 島崎、篠田、仁藤、阿部、板野、内田、中田、前田、松原、梅田彩、柏木、竹内、中村、横山、川荣、田野
29. Suger Rush - 川荣、篠田、高桥南、渡辺麻、板野、大島優、柏木、小嶋陽、島崎、松井珠
30. 你正在看着夕阳吗？（夕陽を見ているか？） - 川荣、篠田、高桥南、渡辺麻、板野、大島、柏木、小嶋陽、島崎、河西、松井珠
31. GIVE ME FIVE!（Dance ver.） - 岩田、大島涼、小谷、高橋朱、田野、阿部、藤田、前田、武藤、石田安、岩佐、加藤、小嶋菜、中村、名取、山内、村山、岡田奈、小嶋真、西野
32. 大声钻石 - 渡辺麻、佐藤堇、仲俣、仁藤、松井咲、秋元、内田、倉持、佐藤亜、鈴木、石田晴、市川、大家、竹内、野中、藤江／島崎、伊豆田、小林茉、中塚、森川、小林香、島田、近野、中田、松原、宮崎、梅田彩、大場、片山、小森、田名部
33. UZA - 入山、河西、川荣、菊地、篠田、高桥南、横山、板野、大島優、北原、永尾、松井珠、柏木、小嶋陽、渡辺美、峯岸
34. RIVER - 入山、河西、川荣、菊地、篠田、高桥南、横山、板野、大島優、北原、永尾、松井珠、柏木、小嶋陽、渡辺美、峯岸
35. 仲夏的Sounds good!（真夏のSounds good!） - 正规成员 + 峯岸
36. 飛翔入手（フライングゲット） - 全员
37. 格子花紋（ギンガムチェック） - 全员
38. 掌心語

安可曲
1. 難道說（まさか）
2. Mine
3. Enjoy your life! - 河西、大島優、秋元、宮澤、大堀、梅田彩、小林香、松原
4. 草原的奇迹（草原の奇跡） - 正规成员 + 宮澤、大堀
5. After rain - 除了河西的正规成员 + 峯岸
6. 少女们（少女たちよ） - 除了河西的正规成员
7. 第一只兔子（ファーストラビット） - 除了河西的正规成员
8. So long! - 全员（除河西）
9. 無限重播（ヘビーローテーション） - 全员（除河西）

## AKB48 Group（上午场）
- 出演日期：2013年4月28日
- 時間：11：00 观众进入会場，12：00 正式開演
- 在连续四场由各团分别完成的演唱会之后，4月28日举办了两场所有48系组合出演的演唱会[註 2]。在上午场的演唱会中，披露了新单曲《再见自由式》，同时宣布之前播放的电视节目中组成的BKA48（笨蛋48）演唱的歌曲将作为新单曲B面曲的消息，最终还宣布将于6月5日在同一场馆举行由48系研究生出演的演唱会“AKB48团研究生演唱会“早推得胜””[5]。

### 曲目
- 幕前播报：大島優子

1. overture
2. RIVER
3. Beginner
4. 飛翔入手
5. 仲夏的Sounds good!
6. Kitagawa Kenji - JKT48
7. 喜欢！喜欢！小跳步！ - HKT48
8. 尖端顶点之上! - NMB48
9. 巧克力的奴隶 - SKE48
10. UZA - AKB48
11. 翡翠色的沙滩裙 - AKB48
12. 1!2!3!4! 请多关照! - HKT48
13. 求求你华伦亭 - NMB48
14. 绝灭黑发少女 - SKE48
15. HA! - AKB48
16. Maybe是借口 - U-15選抜(1)
17. 第一只兔子 - U-15選抜(2)
18. 永远的压力 - U-19選抜(1)
19. 重力共鸣（重力シンパシー） - U-19選抜(2)
20. AKB盛典 - OVER20選抜(1)
21. 格子花纹 - OVER20選抜(2)
22. 少女们 - U-15選抜＋U-19選抜＋OVER20選抜
23. Kimi no Koto ga Suki Dakara→因为喜欢你（博多方言 ver.） - JKT48→HKT48
24. 海岸邊最可愛的女孩！ - HKT48→NMB48
25. Oh My God! - NMB48、HKT48
26. Okey Dokey - SKE48、NMB48
27. 即使接吻也是左撇子 - SKE48、NMB48
28. 大声钻石 - AKB48
29. Everyday、发箍 - AKB48
30. 无限重播
31. 马尾与发圈
32. 掌心語

安可曲
1. 再见自由式（さよならクロール）
2. 飞翔入手 - BKA48
3. GIVE ME FIVE!
4. After rain
5. 白衬衫（白いシャツ）
6. 想见你（会いたかった）

## AKB48 Group（下午场）
- 出演日期：2013年4月28日
- 時間：16：30 观众进入会場，17：30 正式開演
- 此场演唱会是本次连续六场在武道馆举行的演唱会的最后一场，并在YouTube的AKB48官方频道进行了直播，演唱会期间宣布了夏季为配合东京申奥将在东京巨蛋等五大城市场馆举办巨蛋巡回演唱会[6]，并且在演唱会最后还宣布了48 Group春季的人事变动[註 3]。同时在这场演唱会中，也为当天毕业的仁藤萌乃举办了毕业仪式[7]。

### 曲目
- 幕前播报：渡辺麻友

1. overture
2. Jane Doe - 高桥南
3. 格子花纹 - AKB48
4. 巧克力的奴隶 - SKE48
5. 北川謙二 - NMB48
6. 喜欢！喜欢！小跳步！ - HKT48
7. 仲夏的Sounds good! - 全员
8. 叹息的人偶（嘆きのフィギュア） - 渡辺麻、松井玲、田島、朝長
9. 制服真碍事 - 川荣、入山、木﨑、兒玉、宮脇、古畑、木本、白間
10. 1994年的雷鸣（1994年の雷鳴） - 松井珠、横山、菊地、高柳、高城
11. 十字架 - 山本彩、高桥南、大島優
12. 诱惑的吊袜带（誘惑のガーター） - 小嶋陽
13. 求求你华伦亭 - HKT48
14. 跑吧！企鹅（走れ！ペンギン） - 原Team 4
15. 纯情U-19 - NMB48
16. RIVER - JKT48
17. UZA - 大島Team K
18. 雨珠钢琴师 - 柏木、森保、松岡
19. 不要叫我偶像（アイドルなんて呼ばないで） - 指原、大家、小笠原、峯岸　伴舞：AKB48研究生
20. 而且不叫酪梨啦…（アボガドじゃね～し） - 渡辺美、島崎
21. 重力共鸣 - 篠田Team A
22. 无法化作诉说恋情的诗人… - SKE48
23. 曲终人尽（エンドロール） - 板野　伴舞：3名男性舞者
24. 飞翔入手 - 梅田Team B
25. 泪之湘南（涙の湘南） - 秋元、宮澤、篠田、前田、阿部
26. 单恋对角线（片思いの対角线） - 仁藤、北原里、近野
27. Kimi no Koto ga Suki Dakara→因为喜欢你（博多方言 ver.） - JKT48→HKT48
28. 海岸邊最可愛的女孩！ - HKT48→NMB48
29. Oh My God! - NMB48、HKT48
30. Okey Dokey - SKE48、NMB48
31. 即使接吻也是左撇子 - SKE48
32. 大声钻石 - AKB48
33. Everyday、发箍 - AKB48
34. 无限重播 - 全员
35. 马尾与发圈 - 全员
36. 掌心語 - 全员

安可曲
1. 玫瑰的果实（バラの果実）
2. 再见自由式
3. 少女们 - 全员
4. 第一只兔子 - 全员
5. AKB盛典 - 全员

- 幕后播报：仁藤萌乃

## 影像作品
演唱會的DVD及Blu-ray由AKS在2013年9月25日發行。与以往发行的演唱会作品不同，本次的演唱会将两场AKB48 Group全体出演的演唱会分别于其余四场单独演唱会各自搭配，以四种不同的版本发行DVD与蓝光版本，另外，还有分别收录了六场单场演唱会的单独DVD通常盘发行。。

### 备注
1. ↑  但是在姐妹团体中兼任的成员也有参加此场演唱会
2. ↑  包括JKT48与SNH48
3. ↑  
详细发表内容

  - AKB48研究生升格
    - 平田梨奈：昇格至Team K
    - 佐佐木優佳里：昇格至Team A
    - 大森美優：昇格至Team B
    - 上述三人仍會参加6月5日举办的研究生演唱会。

  - 兼任解除
    - 北原里英（AKB48 Team K）：解除SKE48 Team S的兼任（原本在SKE48的組閣宣佈將兼任隊伍改為Team KII的決定亦一同作廢）
    - 横山由依（AKB48 Team A）：解除NMB48 Team N的兼任
    - 石田安奈（SKE48 Team KII）：解除AKB48 Team B的兼任
    - 小谷里歩（NMB48 Team N）：解除AKB48 Team A的兼任

  - 新兼任
    - 大場美奈（AKB48 Team B）：兼任SKE48 Team KII
    - 市川美織（AKB48 Team B）：兼任NMB48 Team N
    - 古畑奈和（SKE48 Team E）：兼任AKB48 Team K
    - 矢倉楓子（NMB48 Team M）：兼任AKB48 Team A
    - 兒玉遥（HKT48 Team H）：兼任AKB48 Team A
    - 高城亚樹（JKT48 Team J）：兼任AKB48 Team B
    - 宮澤佐江（SNH48）：兼任AKB48 Team K
    - 鈴木玛利亚（SNH48）：兼任AKB48 Team A

  - 其它人事變動
    - 指原莉乃（HKT48 Team H）：兼任HKT48劇場经理

  - 所有的人事變動均在當天生效，但實際開始日期各有不同，詳情可參考各成員的條目。